# Lake Tapawingo
Lake Tapawingo – miasto w Stanach Zjednoczonych, w stanie Missouri, w hrabstwie Jackson.